# Moškovica
Moškovica (lat. Adoxa), biljni rod trajnica iz porodice moškovičevki kojoj pripadaju svega jedna vrsta, to je obična moškovica (A. moschatellina) koju je opisao Linnaeus. 
Obična moškovica prisutna je u Europi, Aziji i Sjevernoj Americi. Ima je u Hrvatskoj (Kalničko gorje), kao i u Srbiji gdje je nazivaju Mirišljavac ili moškovica trolisna. U ostalim dijelovima svijeta poznata je pod raznim vernakularnim nazivima: Moschuskraut, Bisamkraut, Блѣдница, Мушкатница, Пижмачка, Pižmowka. 
U Sjevernoj Americi ima je od Aljaske i Yukona i na jug do Novog Meksika, a nazivaju je Moschatel, five-faced bishop, i drugim brojnim nazivima
Druga vrsta iz Kine  A. xizangensis opisana tek 1992. u “Acta Phytotaxonomica Sinica”, podvrsta je obične moškovice, A. moschatellina subsp. moschatellina..
Treća vrsta A. omeiensis H.Hara, opisao ju je Hiroshi Hara 1981., smještena je napokon u poseban rod Tetradoxa, kao T. omeiensis;  Adoxa corydalifolia (C.Y.Wu, Z.L.Wu & R.F.Huang) Christenh. & Byng, uključuje se ponekad i u poseban rod Sinadoxa (S. corydalifolia)

## Podvrste
- Adoxa moschatellina subsp. cescae Peruzzi & N. G. Passal.; endem iz Italije
  - Adoxa moschatellina var. insularis (Nepomn.) S.Y.Li & Z.H.Ning; endem Ruskog dalekog istoka (Sahalin, Kurili)
- Adoxa moschatellina subsp. moschatellina

- A. moschatellina
- A. moschatellina
- A. moschatellina
- A. moschatellina